# Alberto Bienvenú
Alberto Bienvenú, né le 23 octobre 1916 à Mexico, où il est décédé le 24 janvier 2004, est un ancien joueur mexicain de basket-ball.